# Michael Clarke (Cricketspieler)
Michael John Clarke AO (* 2. April 1981 in Liverpool, Australien) ist ein ehemaliger australischer Cricketspieler, der zwischen 2003 und 2015 für die australische Nationalmannschaft spielte und zwischen 2011 und 2015 ihr Kapitän war. Mit dem Team konnte er unter anderem den Cricket World Cup 2007 und 2015 gewinnen.

## Aktive Karriere

### Anfänge in der Nationalmannschaft
Clarke gab sein First-Class-Debüt in der Saison 1999/2000 und spielte in der Folge für New South Wales. Im Dezember 2002 wurde er von den Selektoren in den erweiterten Kader für die folgende Weltmeisterschaft berufen und war Teil der australischen A-Nationalmannschaft. Nachdem Darren Lehmann eine Disziplinarstrafe erhalten hatte, rückte Clarke in das Nationalteam auf und gab dort bei einem heimischen Drei-Nationen-Turnier im Januar 2013 sein ODI-Debüt gegen England. Er wurde dann nicht für den Cricket World Cup 2003 nominiert, fand jedoch seinen Weg in den Kader für die anschließende ODI-Serie in den West Indies, als er den verletzten Damien Martyn ersetzte. Auch erhielt er einen zentralen Vertrag mit dem australischen Verband. In den West Indies gelangen ihm zwei Fifties (75* und 55* Runs) und wurde für das erste als Spieler des Spiels ausgezeichnet. In der Saison 2003/04 spielte er zunächst bei einem Drei-Nationen-Turnier in Indien, wo er gegen den Gastgeber vier Wickets (4/42) als Bowler und ein Fifty (70 Runs) gegen Neuseeland. Bei einem heimischen Drei-Nationen-Turnier im Januar folgte ein weiteres Fifty (63 Runs) gegen Indien. Im Februar reiste er mit dem Team nach Sri Lanka, wo ihm im zweiten ODI 5 Wickets für 35 Runs gelangen. Sein erstes Century gelang ihm im Mai in Simbabwe, als er 105 Runs aus 102 Bällen erzielte. Über den Sommer spielte er für Hampshire im englischen nationalen Cricket.
Im Oktober gab er dann sein Test-Debüt in Indien, bei dem ihm ein Century über 151 Runs aus 248 Bällen erzielte und als Spieler des Spiels ausgezeichnet wurde. Im dritten Test erzielte er zwei Fifties (91 & 73 Runs) und im vierten konnte er als Bowler 6 Wickets für 9 Runs erreichen. Im Anschluss folgte eine Test-Serie gegen Neuseeland, bei dem ihm ein Century über 141 Runs aus 200 Bällen gelang, wofür er als Spieler des Spiels ausgezeichnet wurde. Dem schloss sich ein heimisches Drei-Nationen-Turnier an, für die er auf Grund einer Fußverletzung zunächst in Frage stand. Dabei erzielte er gegen die West Indies ein Fifty (66 Runs) und gegen Pakistan neben einem Century über 103* Runs aus 107 Bällen zwei weitere Fifties (97 und 75* Runs). Im Februar reiste er nach Neuseeland und nachdem er dort beim ersten Twenty20 International überhaupt sein Debüt in dem Format absolvierte, erzielte er ein weiteres Fifty über 71* Runs in den ODIs, wofür er ausgezeichnet wurde.

### Gewinn des Cricket World Cups 2007
In der Saison 2005 erreichte er bei einem Drei-Nationen-Turnier in England zwei Fifties (54 und 80* Runs) gegen Bangladesch. In der darauf folgenden Ashes-Series gelangen ihm ebenfalls zwei Fifties gegen England (91 und 56 Runs). Bei der ODI-Serie in Neuseeland im Dezember konnte er dann zwei weitere Fifties (82* und 71 Runs) beisteuern. Daraufhin folgte ein heimisches Drei-Nationen-Turnier, wobei er drei Fifties gegen Sri Lanka (67, 80 und 54* Runs). Bei den daran anschließenden Touren in Südafrika (53 Runs) und Bangladesch (54 Runs) erreichte er ebenfalls je ein Fifty in den ODIs. Bei einem Drei-Nationen-Turnier in Malaysia erzielte er im September je ein Fifty gegen die West Indies (81 Runs) und Indien (64 Runs). Bei der daraufhin stattfindenden Ashes-Series erzielte er zunächst ein Fifty (56 Runs) und dann je ein Century im zweiten (124 Runs aus 224 Bällen) und dritten (135* Runs aus 164 Bällen) Test. Dem schloss sich ein heimisches Drei-Nationen-Turnier an, bei dem ihm gegen England (57* Runs) und Neuseeland (75 Runs) je ein Fifty gelang.
Er litt daraufhin an Hüftproblemen, wurde jedoch rechtzeitig für den Cricket World Cup 2007 wieder fit. Dort gelang ihm in der Vorrunde gegen die Niederlande (93* Runs) und Südafrika (92 Runs). In der Super-8-Runde folgte dann ein weiteres Half-Century (55* Runs) und im Halbfinale halfen seine 60* Runs beim Einzug des Teams im Finale. Dort gewann man dann gegen Sri Lanka den Titel. Im September konnte er beim erstmals ausgetragenen ICC World Twenty20 2007 nicht herausragen, als das Team bis ins Halbfinale vordrang. Nach dem Turnier reiste er für eine ODI-Serie nach Indien, wo ihm im ersten Spiel ein Century über 130 Runs aus 132 Bällen gelang und im dritten ein weiteres Fifty (59 Runs). Zurück in Australien traf das Team bei einer Test-Serie auf Sri Lanka, bei dem er im ersten Spiel ein Century über 145* Runs aus 249 Bällen erzielte und im zweiten ein weiteres Fifty (71 Runs). Gegen Neuseeland agierte er erstmals als Kapitän in einem Twenty20. Daraufhin kam Indien für einen Gegenbesuch und eine Test-Serie nach Australien und er konnte zwei Fifties (73 und 81 Runs) und ein Century (118 Runs aus 243 Bällen) beisteuern. Auch gelangen ihm im zweiten Test drei Wickets (3/9). Im Februar begann dann ein weiteres heimisches Drei-Nationen-Turnier, bei dem er gegen Sri Lanka zwei Fifties (77* und 50 Runs) und gegen Indien ein weiteres Fifty (79 Runs) und drei Wickets (3/17) erzielte.

### Aufstieg zum Twenty20-Kapitän
Kurz darauf wurde er nach dem Rücktritt von Adam Gilchrist zum Vize-Kapitän des Test-Teams ernannt. Als solcher erzielte er zu Beginn der Saison 2008 ein Century (110 Runs aus 187 Bällen) in den West Indies. In der zugehörigen ODI-Serie gelangen ihm im zweiten Spiel neben einem Fifty über 56 Runs auch drei Wickets (3/26), wofür er ausgezeichnet wurde. Im Oktober reiste Australien abermals für eine Test-Serie nach Indien, bei der er ein Fifty (69 Runs) und ein Century (112 (253) Runs) erzielte. Dies gelang ihm auch mit 98 Runs und 110 Runs aus 239 Bällen in der darauf folgenden Test-Serie gegen Neuseeland, wofür er als Spieler der Serie ausgezeichnet wurde. Darauf folgten bis zum Saisonende zwei Test-Serie gegen Südafrika, während er zu der Zeit mit einer Rückenverletzung kämpfte. Daheim gelang ihm dabei zwei Fifties (62 und 86* Runs) und ein weiteres Century (138 Runs aus 250 Bällen). Nach dem dritten Test der Serie hatte er mit Simon Kattich eine Konfrontation in den Umkleiden. Dieser warf ihm später vor deshalb dessen Karriere beendet zu haben. Nach zwei Fifties (98 und 64 Runs) in der ODI-Serie gegen Neuseeland reiste er weiter nach Südafrika, wo er dann noch ein weiteres Fifty (68 Runs) in den Tests beisteuerte. In der sich daran anschließenden ODI-Serie gegen das südafrikanische Team konnte er dann noch Mal zwei Fifties (50 und 66 Runs) hinzufügen. Die Saison 2009 begann dann mit einer ODI-Serie gegen Pakistan, bei dem er im dritten ODI für ein Fifty über 66 Run und drei Wickets (3/15) ausgezeichnet wurde. Im vierten Spiel der Serie kam dann noch ein Mal ein Century über 100* Runs aus 122 Bällen hinzu. Beim ICC World Twenty20 2009 konnte er dann nicht herausragen, als das Team schon in der Vorrunde sieglos scheiterte. Das Team verblieb für die Ashes Tour 2009 in England, bei dem er in der Test-Serie mit einem Fifty (83 Runs) begann. Im zweiten Test gelang ihm dann ein Century über 136 Runs aus 227 Bällen, womit er die Niederlage jedoch nicht vermeiden konnte. Im dritten Spiel wurde er für ein Century über 103* Runs aus 192 Bällen als Spieler des Spiels ausgezeichnet. Im vierten Test erzielte er dann noch ein weiteres Fifty über 93 Runs beim einzigen Sieg Australiens bei der Tour, und wurde insgesamt neben Andrew Strauss als Spieler der Serie ausgezeichnet. Daraufhin stieg er erstmals zum besten Test-Batter der Weltrangliste des Weltverbandes ICC auf. In der ODI-Serie der Tour folgten denn drei weitere Fifties (52, 62* und 52 Runs).
In der Saison 2009/10 begann mit der ICC Champions Trophy 2009, von der er auf Grund einer Rückenverletzung ohne Einsatz abreisen musste. Kurz darauf übernahm er die Kapitänsrolle des Twenty20-Teams. Für die Test-Serie gegen die West Indies war er dann wieder fit und konnte dort im zweiten Spiel zwei Fifties (71 und 61* Runs) erreichen. Gegen Pakistan erzielte er dann ein Century über 166 Runs aus 328 Bällen im dritten Test und zwei weitere Fifties (58 und 80 Runs) in den ODIs. Bei der im März beginnenden Tour in Neuseeland begann er mit einem Fifty über 67 Runs in den Twenty20s. In den Tests erzielte er zunächst ein Century über 168 Runs aus 253 Bällen, wofür er ausgezeichnet wurde und dann ein Fifty über 63 Runs. Daraufhin führte er das Team zum ICC World Twenty20 2010, bei dem man ins Finale einzog. Dort erbrachte er seine beste Leistung mit 27 Runs, doch unterlag man gegen England. Im Juni 2010 erreichte er zwei Fifties (54 und 82 Runs) in den ODIs in England. Bei der ebenfalls in England ausgetragenen Test-serie gegen Pakistan folgte mit 66 Runs ein weiteres Fifty. Dennoch durchlief er zu der Zeit eine Formkrise, die seine Position im team in Frage stellte. 

### Ernennung zum Test- und ODI-Kapitän
Nach einer schwachen Test-Serie gelang ihm ihm im zweiten ODI der Serie in Indien ein Century über 111* Runs aus 139 Bällen. Gegen Sri Lanka folgte dann ein weiteres Fifty in den ODIs und er bestritt bei der Tour auch sein letztes internationales Twenty20. Bei den folgenden Ashes erzielte er in den Tests gegen England ein Fifty (80 Runs) und in den ODIs zwei weitere (54 und 82 Runs). Beim Cricket World Cup 2011 erzielte er dann gegen Simbabwe (58* Runs) und Kenia (93 Runs) je ein Fifty. Nach dem Ausscheiden im Viertelfinale gegen Indien, übernahm Clarke die Kapitänsrolle von Ricky Ponting in den langen Formaten. Als solcher führte er das Team zu einer ODI-serie in Bangladesch, bei der er ein Century über 101 Runs aus 111 Bällen im ersten Spiele erzielte. Im August folgte eine Tour in Sri Lanka konnte er in den ODIs zwei Fifties (53* und 58* Runs) erzielen und wurde als Spieler der Serie ausgezeichnet. In der Test-Serie folgte dann nach einem Fifty (60 Runs) ein Century über 112 Runs aus 178 Bällen. In Test-Serien in Südafrika (151 Runs aus 176 Bällen) und gegen Neuseeland (139 Runs aus 249 Bällen) erzielte er dann je ein weiteres Century. Daraufhin kam das indische Team nach Australien und er konnte dort im zweiten Test ein ungeschlagenes Tripple-Century über 329 Runs aus 468 Bällen erreichen, womit er beim Inningssieg als Spieler des Spiels ausgezeichnet wurde. Im abschließenden vierten Test erzielte er ein weiteres Double-Century über 210 Runs aus 275 Bällen, womit er als Spieler der Serie, die man 4–0 gewann ausgezeichnet wurde. In dem folgenden heimischen Drei-Nationen-Turnier konnte er dann gegen Sri Lanka zwei Fifties (57 und 72 Runs) und im Finale ein Century über 117 Runs aus 91 Bällen erzielen. In der Folge musste er ein paar Wochen auf Grund einer Oberschenkelverletzung pausieren. Zum Abschluss der Saison reiste das Team in die West Indies, wo er im ersten Test ein Century über 73 Runs erzielte. Er wurde er von den Pune Warriors für die Indian Premier League 2012 unter Vertrag genommen.
In der Saison 2012 erzielte er in ODIs in England (61 Runs), gegen Afghanistan (75 Runs) und Pakistan (66 Runs) je ein Fifty. Die Saison 2012/13 begann mit einer Test-Serie gegen Südafrika, wo ihm im ersten Spiel 259* Bällen aus 398 Runs und im zweiten 230 Runs aus 257 Bällen gelang, wofür er als Spieler der Serie ausgezeichnet wurde. In der folgenden Test-Serie gegen Sri Lanka wurde er erneut ausgezeichnet, als er im ersten Spiel zwei Fifties (74 und 57* Runs), im zweiten ein Century (106 Runs aus 187 Bällen) und im dritten ein weiteres Fifty (50 Runs) erreichte. Zum Saisonabschluss konnte er dann in Indien erneut ein Century (130 Runs aus 246 Bällen) und ein Fifty (91 Runs) erreichen. Doch litt er während der Tour erneut an Rückenproblemen. Bei der Tour geriet er mit seinem Vize-Kapitän Shane Watson aneinander, etwas was in den Medien Australiens große Aufmerksamkeit fand. In der Saison 2013 war das Highlight die Ashes-Series, nachdem er die ICC Champions Trophy 2013 verletzt verpasste. Dort konnte er im dritten Test ein Century über 187 Runs aus 314 Bällen erzielen und wurde als Spieler des Spiels ausgezeichnet. Doch verlor man die Serie vorzeitig. In den ODIs erzielte er im ersten Spiel ebenfalls ein Century über 105 Runs aus 102 Bällen, wofür er ebenfalls ausgezeichnet wurde. Zum Abschluss der Serie folgte ein weiteres Fifty über 75 Runs und er wurde als Spieler der Serie ausgezeichnet. In der Folge musste er erneut auf Grund seiner Rückenprobleme pausieren. Er kam für die Ashes Tour 2013/14 wieder zurück ins Team und erzielte im ersten Test ein Century über 113 Runs aus 130 Bällen. Doch erhielt er im Spiel eine Geldstrafe, als er James Anderson verbal Angriff. Auch im zweiten test der Serie konnte er mit einem Century über 148 Runs aus 245 Bällen eine wichtige Rolle beim Sieg spielen. In der folgenden Test-Serie in Südafrika erzielte er im dritten Test 161* Runs aus 301 Bällen. In diesem Spiel erlitt er eine Schulterfraktur die ihn pausieren ließ.

### Gewinn des Cricket World Cups 2015 und Karriereende
Bei einem Drei-Nationen-Turnier in Simbabwe im August 2014 erzielte er gegen den Gastgeber ein Fifty über 68 Runs, musste jedoch nach dem Spiel nach einer Oberschenkelverletzung abreisen. Nach einer Test-Serien-Niederlage gegen Pakistan Stand seine person abermals in der Kritik. Auch vor der folgenden Test-Serie gegen Indien war unsicher ob er auf Grund von einer Oberschenkelverletzung spielen konnte. Zunächst war geplant ihn beim ersten Test nicht aufzustellen, doch nach dem Tod von Phillip Hughes wurde dieses geändert. Während des Tests spielte er unter großen Schmerzen und musste das Innings teilweise unterbrechen. Dennoch gelang ihm ein Century über 128 Runs aus 163 Bällen. In der Folge musste er am Oberschenkel operiert werden. Doch schaffte er es für den Cricket World Cup 2015 wieder fit zu werden. In der Vorrunde erzielte er gegen Sri Lanka ein Fifty über 68 Runs und konnte sich mit dem team für das Finale qualifizieren. Dort erzielte er gegen Neuseeland ein weiteres Fifty über 74 Runs und führte so das Team als Kapitän zum fünften Weltmeistertitel. Noch vor dem Finale hatte er seinen Rücktritt im ODI-Cricket für die Zeit nach dem Turnier angekündigt. So spielte er noch ein weiteres Mal bei der Ashes-Series konnte dort jedoch nicht mehr herausragen. Noch während der Serie verkündete er dann seinen Rücktritt vom internationalen Cricket.

## Nach der aktiven Karriere
Clark arbeitete zunächst zwischen 2016 und 2018 als TV-Kommentator. Er leitet eine Cricket Academy in Sydney.

## Privates
Clarke war zwischen 2007 und 2010 mit dem australischen Model lara Bingle liiert, bevor die Verlobung unter großer medialer Aufmerksamkeit aufgelöst wurde. Er heiratete das Model Kyly Clarke im Jahr 2012 und hatte mit ihr eine Tochter. Die Ehe wurde im Jahr 2020 geschieden.

## Sponsorships
Schon früh in seiner Karriere war er gefragt bei Sponsoren. Im Jahr 2004 unterzeichnete er den bis dahin höchstdotierten Sponsorship-Deal für einen australischen Cricketspieler mit Dunlop-Slazenger über 1,25 Millionen Australische Dollar.